# Adolf Carel Bentinck
Adolf Carel baron Bentinck, heer van Bevervoerde, Hoikink en Nijenhuis ('s-Gravenhage, 20 augustus 1764 - Wijhe, 11 maart 1837) was een Nederlands politicus.
Bentinck was een lid van de Overijsselse ridderschap, zoon van generaal-majoor Willem Bentinck, heer van Bevervoerde, Hoikink en Nijenhuis. Hij werd op 23 augustus 1764 in de Waalse Gemeente van Den Haag gedoopt. Zijn vader was toen luitenant-kolonel en heer van Beverfeurde. Hij was enige tijd bestuurder in het arrondissement Deventer. Mr. Bentinck had zitting in de Vergadering van Notabelen die in 1814 over de Grondwet besliste en werd daarna lid van de Provinciale Staten en buitengewoon lid van de dubbele Staten-Generaal der Verenigde Nederlanden (8 - 19 augustus 1815) voor de goedkeuring van de grondwet van 1815. Na 1815 was hij vier jaar Tweede Kamerlid en daarna opnieuw lid van de Provinciale Staten.
Hij trouwde op 26 april 1789 te Deventer met Marie Françoise van Aerssen Beijeren (Meteren, 22 september 1767- Wijhe, 6 oktober 1807). Zij was een dochter van Albrecht Nicolaes van Aerssen Beijeren (1723-1805) uit het geslacht Van Aerssen en Josine Anna Mechteld Bentinck (1727-1790). Het echtpaar kreeg elf kinderen, waaronder:
- Willem Bentinck (1795-1861)
- Louise Wilhelmina baronesse Bentinck (kasteel Nijenhuis bij Wijhe, 24 januari 1797 - Rotterdam, 4 januari 1876)
- Arnold Adolf Bentinck (1798-1868), die zijn vader opvolgde in diens diplomatieke en politieke voetsporen.
- Volkier Marius François Bentinck (1807-1888)

Marie overleed in 1807 in het kraambed. Adolf Carel had hierna een verhouding met zijn dienstmeid Hillegonda van Sichem en kreeg bij haar nog negen kinderen. Toen hij in 1822 met haar trouwde, moesten vier kinderen nog worden geëcht.

Adolf Carel werd in 1784 beleend met de havezate Hoikink, die hij van zijn vader had geërfd. Het herenhuis liet hij rond 1810 afbreken.
- Biografisch Portaal: 06005061
- Digitale Bibliotheek voor de Nederlandse Letteren: bent023
- Parlement.com: vg09llskrjtm